# Земская почта Бобровского уезда
Зе́мская по́чта Бобро́вского уе́зда — земская почта, организованная земской управой Бобровского уезда Воронежской губернии. Существовала с 1872 года по 1880 год. В уезде выпускались собственные земские марки.

## История почты
Бобровская уездная земская почта была открыта 30 сентября 1872 года. Пересылка почтовых отправлений осуществлялась из уездного центра (города Боброва) дважды в неделю.
Для оплаты доставки частных почтовых отправлений были введены земские почтовые марки.
В 1880 году земская почта Бобровского уезда была закрыта.

## Выпуски марок
Используемые для оплаты частных почтовых отправлений марки имели номинал 3 копейки и печатались в частных типографиях. При составлении рисунка марок использовались фигурные украшения и знаки типографского набора. На всех марках присутствует надпись «Бобровская земская почта» и номинал «3 коп.».

## Гашение марок
Гашение марок осуществлялось чернилами (перечёркиванием).